# Dora Baltea
Dora Baltea je řeka v severní Itálii (Piemont, Údolí Aosty). Je 160 km dlouhá. Povodí má rozlohu 4320 km².

## Průběh toku
Pramení z ledovců na jihovýchodních svazích masivu Mont Blanc. Na horním a středním toku teče v hluboké dolině. V korytě je mnoho peřejí. Protíná výběžky Walliských a Grajských Alp. Na dolním toku protéká Pádskou nížinou. Do Pádu ústí zleva v Turíně.

## Vodní režim
Zdrojem vody jsou především tající sníh a ledovce. Nejvyšších vodních stavů dosahuje v létě a v naopak nejnižších v zimě. Průměrný roční průtok vody na dolním toku činí 163 m³/s.

## Využití

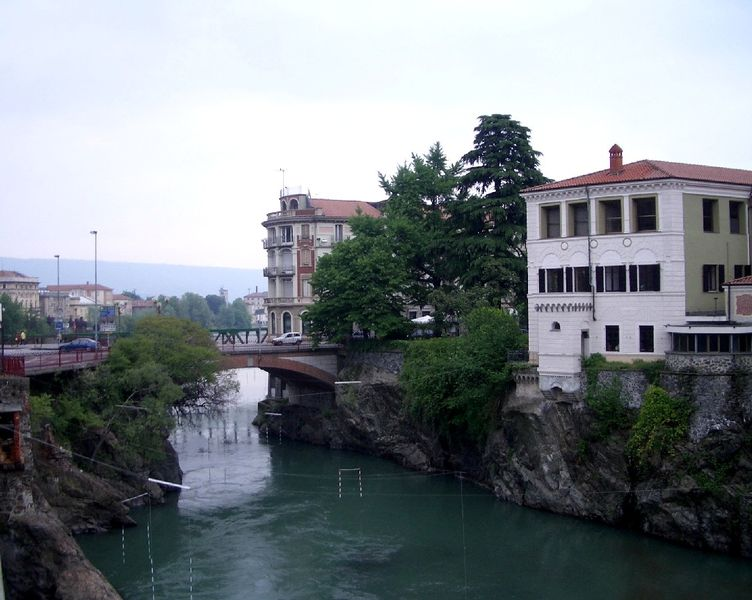
Dora Baltea u města Ivrea

Je využívána jako zdroj vodní energie a na zavlažování. Leží na ní města Aosta, Ivrea.